# 프란세지냐
프란세지냐(포르투갈어: francesinha)는 포르투갈의 샌드위치이다. 식빵, 쇠고기, 피암브르, 링구이사, 모르타델라, 소시지, 치즈 등으로 만든 뒤 소스를 부어 낸다. 포르투의 대표 음식이다.

## 같이 보기
- 크로크므시외